# Estados Unidos en el Torneo femenino de fútbol en los Juegos Olímpicos 2024

## Plantel
Entrenadora:  Emma Hayes
Estados Unidos nombró una plantilla de 18 jugadoras y 4 suplentes para el torneo del 26 de junio de 2024.  Las cifras se anunciaron el 3 de julio.  El 12 de julio, Catarina Macario se retiró de la convocatoria por lesión y fue reemplazada por Lynn Williams.Emily Sams se incorporó a la lista de suplentes. 
| No. | Pos. | Jugador           | Fecha de nacimiento (edad)         | Apa. | Goles | Club                   |
| --- | ---- | ----------------- | ---------------------------------- | ---- | ----- | ---------------------- |
| 1   | POR  | Alyssa Naeher     | 20 de abril de 1988 (36 años)      | -106 | 0     | Chicago Red Stars      |
| 2   | DEF  | Emily Fox         | 5 de julio de 1998 (26 años)       | 51   | 1     | Arsenal                |
| 3   | MED  | Korbin Albert     | 13 de octubre de 2003 (20 años)    | 13   | 0     | Paris Saint-Germain    |
| 4   | DEF  | Naomi Girma       | 14 de junio de 2000 (24 años)      | 34   | 0     | San Diego Wave         |
| 5   | DEL  | Trinity Rodman    | 20 de mayo de 2002 (22 años)       | 40   | 7     | Washington Spirit      |
| 6   | DEF  | Casey Krueger     | 23 de agosto de 1990 (33 años)     | 50   | 0     | Washington Spirit      |
| 7   | DEL  | Crystal Dunn      | 3 de julio de 1992 (32 años)       | 149  | 25    | Gotham FC              |
| 8   | DEL  | Lynn Williams     | 21 de mayo de 1993 (31 años)       | 65   | 18    | Gotham FC              |
| 9   | DEL  | Mallory Swanson   | 29 de abril de 1998 (26 años)      | 94   | 34    | Chicago Red Stars      |
| 10  | MED  | Lindsey Horan     | 26 de mayo de 1994 (30 años)       | 150  | 35    | Lyon                   |
| 11  | DEL  | Sophia Smith      | 10 de agosto de 2000 (23 años)     | 50   | 20    | Portland Thorns        |
| 12  | DEF  | Tierna Davidson   | 19 de septiembre de 1998 (25 años) | 60   | 3     | Gotham FC              |
| 13  | DEF  | Jenna Nighswonger | 28 de noviembre de 2000 (23 años)  | 20   | 0     | Gotham FC              |
| 14  | MED  | Emily Sonnett     | 25 de noviembre de 1993 (30 años)  | 93   | 2     | Gotham FC              |
| 15  | DEL  | Jaedyn Shaw       | 20 de noviembre de 2004 (19 años)  | 16   | 7     | San Diego Wave         |
| 16  | MED  | Rose Lavelle      | 14 de mayo de 1995 (29 años)       | 101  | 24    | Gotham FC              |
| 17  | MED  | Sam Coffey        | 31 de diciembre de 1998 (25 años)  | 19   | 1     | Portland Thorns        |
| 18  | POR  | Casey Murphy      | 25 de abril de 1996 (28 años)      | 19   | 0     | North Carolina Courage |
| 19  | MED  | Hal Hershfelt     | 3 de octubre de 2002 (21 años)     | 0    | 0     | Washington Spirit      |
| 20  | DEL  | Croix Bethune     | 14 de marzo de 2001 (23 años)      | 2    | 0     | Washington Spirit      |
| 21  | DEF  | Emily Sams        | 1 de julio de 1999 (25 años)       | 0    | 0     | Orlando Pride          |
| 22  | POR  | Jane Campbell     | 17 de febrero de 1995 (29 años)    | 8    | 0     | Houston Dash           |

## Participación

### Partidos
| Fecha        | Ciudad   | Instancia        |                |                           | Resultado             |                           |                |
| ------------ | -------- | ---------------- | -------------- | ------------------------- | --------------------- | ------------------------- | -------------- |
| 25 de julio  | Niza     | Fase de grupos   | Estados Unidos | Bandera de Estados Unidos | 3:0 (3:0)             | Bandera de Zambia         | Zambia         |
| 28 de julio  | Marsella | Fase de grupos   | Estados Unidos | Bandera de Estados Unidos | 4:1 (3:1)             | Bandera de Alemania       | Alemania       |
| 31 de julio  | Marsella | Fase de grupos   | Australia      | Bandera de Australia      | 1:2 (0:1)             | Bandera de Estados Unidos | Estados Unidos |
| 3 de agosto  | París    | Cuartos de final | Estados Unidos | Bandera de Estados Unidos | 1:0 (0:0, 0:0) (t.s.) | Bandera de Japón          | Japón          |
| 6 de agosto  | Lyon     | Semifinales      | Estados Unidos | Bandera de Estados Unidos | 1:0 (0:0, 0:0) (t.s.) | Bandera de Alemania       | Alemania       |
| 10 de agosto | París    | Final            | Brasil         | Bandera de Brasil         | 0:1 (0:0)             | Bandera de Estados Unidos | Estados Unidos |

### Primera fase - Grupo B

#### Posiciones
| Equipo         | Pts. | PJ | PG | PE | PP | GF | GC | Dif. |
| -------------- | ---- | -- | -- | -- | -- | -- | -- | ---- |
| Estados Unidos | 9    | 3  | 3  | 0  | 0  | 9  | 2  | 7    |
| Alemania       | 6    | 3  | 2  | 0  | 1  | 8  | 5  | 3    |
| Australia      | 3    | 3  | 1  | 0  | 2  | 7  | 10 | –3   |
| Zambia         | 0    | 3  | 0  | 0  | 3  | 6  | 13 | –7   |

#### Estados Unidos vs. Zambia
| 25 de julio de 2024, 21:00 | Estados Unidos                | 3:0 (3:0)                | Zambia | Stade de Nice, Niza                                                       |                                                                           |
|                            | Rodman 17' · Swanson 24', 25' | COI Reporte FIFA Reporte |        | Asistencia: 5 550 espectadores Árbitro(s): Ramon Abatti VAR: Daiane Muniz | Asistencia: 5 550 espectadores Árbitro(s): Ramon Abatti VAR: Daiane Muniz |

| 1           | Guardameta     | Alyssa Naeher   |     |
| 2           | Defensa        | Emily Fox       |     |
| 4           | Defensa        | Naomi Girma     |     |
| 12          | Defensa        | Tierna Davidson |     |
| 7           | Defensa        | Crystal Dunn    |     |
| 10          | Centrocampista | Lindsey Horan   | 65' |
| 17          | Centrocampista | Sam Coffey      |     |
| 16          | Centrocampista | Rose Lavelle    | 46' |
| 5           | Delantero      | Trinity Rodman  | 65' |
| 9           | Delantero      | Mallory Swanson | 65' |
| 11          | Delantero      | Sophia Smith    | 43' |
| Entrenadora | Entrenadora    | Emma Hayes      |     |

| 18         | Guardameta     | Ngambo Musole      |     |
| 4          | Defensa        | Esther Siamfuko    |     |
| 5          | Defensa        | Pauline Zulu       |     |
| 3          | Defensa        | Lushomo Mweemba    |     |
| 13         | Defensa        | Martha Tembo       |     |
| 10         | Centrocampista | Grace Chanda       | 37' |
| 14         | Centrocampista | Prisca Chilufya    | 37' |
| 15         | Centrocampista | Hellen Chanda      |     |
| 17         | Centrocampista | Racheal Kundananji |     |
| 11         | Centrocampista | Barbra Banda       |     |
| 9          | Delantero      | Kabange Mupopo     |     |
| Entrenador | Entrenador     | Bruce Mwape        |     |

| 8  | Delantero      | Lynn Williams     | 43' |
| 3  | Centrocampista | Korbin Albert     | 46' |
| 6  | Defensa        | Casey Krueger     | 65' |
| 13 | Defensa        | Jenna Nighswonger | 65' |
| 14 | Centrocampista | Emily Sonnett     | 65' |

| 10 | Centrocampista | Grace Chanda    | 37' |
| 14 | Centrocampista | Prisca Chilufya | 37' |

| Anotado | 17' | Trinity Rodman  | 1:0 |
| Anotado | 24' | Mallory Swanson | 2:0 |
| Anotado | 25' | Mallory Swanson | 3:0 |

| Amonestado | 44' | Trinity Rodman |

| Amonestado | 45' | Martha Tembo |

| Expulsado | 30' | Pauline Zulu |

| Árbitro             | Ramón Abatti         |
| Árbitros asistentes | Rafael Alvez         |
| Árbitros asistentes | Guillerme Camilo     |
| Cuarta árbitra      | Veronika Bernatskaia |
| VAR                 | Daiane Muniz         |
| Adicional VAR       | Rodrigo Carvajal     |

| 1           | Guardameta     | Alyssa Naeher   |     |
| 2           | Defensa        | Emily Fox       |     |
| 4           | Defensa        | Naomi Girma     |     |
| 12          | Defensa        | Tierna Davidson |     |
| 7           | Defensa        | Crystal Dunn    |     |
| 10          | Centrocampista | Lindsey Horan   | 65' |
| 17          | Centrocampista | Sam Coffey      |     |
| 16          | Centrocampista | Rose Lavelle    | 46' |
| 5           | Delantero      | Trinity Rodman  | 65' |
| 9           | Delantero      | Mallory Swanson | 65' |
| 11          | Delantero      | Sophia Smith    | 43' |
| Entrenadora | Entrenadora    | Emma Hayes      |     |

| 18         | Guardameta     | Ngambo Musole      |     |
| 4          | Defensa        | Esther Siamfuko    |     |
| 5          | Defensa        | Pauline Zulu       |     |
| 3          | Defensa        | Lushomo Mweemba    |     |
| 13         | Defensa        | Martha Tembo       |     |
| 10         | Centrocampista | Grace Chanda       | 37' |
| 14         | Centrocampista | Prisca Chilufya    | 37' |
| 15         | Centrocampista | Hellen Chanda      |     |
| 17         | Centrocampista | Racheal Kundananji |     |
| 11         | Centrocampista | Barbra Banda       |     |
| 9          | Delantero      | Kabange Mupopo     |     |
| Entrenador | Entrenador     | Bruce Mwape        |     |

| 8  | Delantero      | Lynn Williams     | 43' |
| 3  | Centrocampista | Korbin Albert     | 46' |
| 6  | Defensa        | Casey Krueger     | 65' |
| 13 | Defensa        | Jenna Nighswonger | 65' |
| 14 | Centrocampista | Emily Sonnett     | 65' |

| 10 | Centrocampista | Grace Chanda    | 37' |
| 14 | Centrocampista | Prisca Chilufya | 37' |

| Anotado | 17' | Trinity Rodman  | 1:0 |
| Anotado | 24' | Mallory Swanson | 2:0 |
| Anotado | 25' | Mallory Swanson | 3:0 |

| Amonestado | 44' | Trinity Rodman |

| Amonestado | 45' | Martha Tembo |

| Expulsado | 30' | Pauline Zulu |

| Árbitro             | Ramón Abatti         |
| Árbitros asistentes | Rafael Alvez         |
| Árbitros asistentes | Guillerme Camilo     |
| Cuarta árbitra      | Veronika Bernatskaia |
| VAR                 | Daiane Muniz         |
| Adicional VAR       | Rodrigo Carvajal     |

| Estadísticas      | Bandera de Estados Unidos | Bandera de Zambia |
| Tiros             | 27                        | 7                 |
| Tiros a puerta    | 8                         | 3                 |
| Faltas            | 6                         | 7                 |
| Saques de esquina | 5                         | 2                 |
| Penaltis          | 0                         | 0                 |
| Fueras de juego   | 3                         | 1                 |
| Posesión de balón | 67%                       | 33%               |

#### Estados Unidos vs. Alemania
| 28 de julio de 2024, 21:00 | Estados Unidos                              | 4:1 (3:1)                | Alemania  | Stade de Marseille, Marsella                                                |                                                                             |
|                            | Smith 11', 44' · Swanson 26' · Williams 89' | COI Reporte FIFA Reporte | Gwinn 22' | Asistencia: 12 845 espectadores Árbitro(s): Yael Falcón VAR: Tatiana Guzmán | Asistencia: 12 845 espectadores Árbitro(s): Yael Falcón VAR: Tatiana Guzmán |

| 1           | Guardameta     | Alyssa Naeher   |       |
| 2           | Defensa        | Emily Fox       | 90+2' |
| 4           | Defensa        | Naomi Girma     |       |
| 12          | Defensa        | Tierna Davidson | 44'   |
| 7           | Defensa        | Crystal Dunn    |       |
| 17          | Centrocampista | Sam Coffey      |       |
| 10          | Centrocampista | Lindsey Horan   |       |
| 16          | Centrocampista | Rose Lavelle    |       |
| 5           | Delantero      | Trinity Rodman  | 90+2' |
| 9           | Delantero      | Mallory Swanson |       |
| 11          | Delantero      | Sophia Smith    | 85'   |
| Entrenadora | Entrenadora    | Emma Hayes      |       |

| 12         | Guardameta     | Ann-Katrin Berger |     |
| 15         | Defensa        | Giulia Gwinn      |     |
| 3          | Defensa        | Kathrin Hendrich  |     |
| 5          | Defensa        | Marina Hegering   |     |
| 19         | Defensa        | Felicitas Rauch   |     |
| 16         | Centrocampista | Jule Brand        |     |
| 6          | Centrocampista | Janina Minge      |     |
| 11         | Centrocampista | Alexandra Popp    | 77' |
| 17         | Centrocampista | Klara Bühl        |     |
| 9          | Delantero      | Sjoeke Nüsken     | 68' |
| 7          | Delantero      | Lea Schüller      |     |
| Entrenador | Entrenador     | Horst Hrubesch    |     |

| 14 | Centrocampista | Emily Sonnett     | 44'   |
| 8  | Delantero      | Lynn Williams     | 85'   |
| 13 | Defensa        | Jenna Nighswonger | 90+2' |
| 6  | Defensa        | Casey Krueger     | 90+2' |

| 8  | Centrocampista | Sydney Lohmann | 68' |
| 11 | Delantero      | Alexandra Popp | 77' |

| Anotado | 10' | Sophia Smith    | 1:0 |
| Anotado | 26' | Mallory Swanson | 2:1 |
| Anotado | 44' | Sophia Smith    | 3:1 |
| Anotado | 89' | Lynn Williams   | 4:1 |

| Anotado | 22' | Giulia Gwinn | 1:1 |

| Amonestado | 22' | Sam Coffey |

| Amonestado | 18' | Kathrin Hendrich |

| Árbitro             | Yael Falcón           |
| Árbitros asistentes | Maximiliano Del Yesso |
| Árbitros asistentes | Facundo Rodríguez     |
| Cuarta árbitra      | Anahí Fernández       |
| VAR                 | Tatiana Guzmán        |
| Adicional VAR       | Katalin Kulcsár       |

| 1           | Guardameta     | Alyssa Naeher   |       |
| 2           | Defensa        | Emily Fox       | 90+2' |
| 4           | Defensa        | Naomi Girma     |       |
| 12          | Defensa        | Tierna Davidson | 44'   |
| 7           | Defensa        | Crystal Dunn    |       |
| 17          | Centrocampista | Sam Coffey      |       |
| 10          | Centrocampista | Lindsey Horan   |       |
| 16          | Centrocampista | Rose Lavelle    |       |
| 5           | Delantero      | Trinity Rodman  | 90+2' |
| 9           | Delantero      | Mallory Swanson |       |
| 11          | Delantero      | Sophia Smith    | 85'   |
| Entrenadora | Entrenadora    | Emma Hayes      |       |

| 12         | Guardameta     | Ann-Katrin Berger |     |
| 15         | Defensa        | Giulia Gwinn      |     |
| 3          | Defensa        | Kathrin Hendrich  |     |
| 5          | Defensa        | Marina Hegering   |     |
| 19         | Defensa        | Felicitas Rauch   |     |
| 16         | Centrocampista | Jule Brand        |     |
| 6          | Centrocampista | Janina Minge      |     |
| 11         | Centrocampista | Alexandra Popp    | 77' |
| 17         | Centrocampista | Klara Bühl        |     |
| 9          | Delantero      | Sjoeke Nüsken     | 68' |
| 7          | Delantero      | Lea Schüller      |     |
| Entrenador | Entrenador     | Horst Hrubesch    |     |

| 14 | Centrocampista | Emily Sonnett     | 44'   |
| 8  | Delantero      | Lynn Williams     | 85'   |
| 13 | Defensa        | Jenna Nighswonger | 90+2' |
| 6  | Defensa        | Casey Krueger     | 90+2' |

| 8  | Centrocampista | Sydney Lohmann | 68' |
| 11 | Delantero      | Alexandra Popp | 77' |

| Anotado | 10' | Sophia Smith    | 1:0 |
| Anotado | 26' | Mallory Swanson | 2:1 |
| Anotado | 44' | Sophia Smith    | 3:1 |
| Anotado | 89' | Lynn Williams   | 4:1 |

| Anotado | 22' | Giulia Gwinn | 1:1 |

| Amonestado | 22' | Sam Coffey |

| Amonestado | 18' | Kathrin Hendrich |

| Árbitro             | Yael Falcón           |
| Árbitros asistentes | Maximiliano Del Yesso |
| Árbitros asistentes | Facundo Rodríguez     |
| Cuarta árbitra      | Anahí Fernández       |
| VAR                 | Tatiana Guzmán        |
| Adicional VAR       | Katalin Kulcsár       |

| Estadísticas      | Bandera de Estados Unidos | Bandera de Alemania |
| Tiros             | 13                        | 12                  |
| Tiros a puerta    | 8                         | 6                   |
| Faltas            | 6                         | 9                   |
| Saques de esquina | 6                         | 1                   |
| Penaltis          | 0                         | 0                   |
| Fueras de juego   | 1                         | 1                   |
| Posesión de balón | 61%                       | 39%                 |

#### Australia vs. Estados Unidos
| 31 de julio de 2024, 19:00 | Australia     | 1:2 (0:1)                | Estados Unidos          | Stade de Marseille, Marsella                                                      |                                                                                   |
|                            | Kennedy 90+2' | COI Reporte FIFA Reporte | Rodman 43' · Albert 77' | Asistencia: 13 036 espectadores Árbitro(s): François Letexier VAR: Jérôme Brisard | Asistencia: 13 036 espectadores Árbitro(s): François Letexier VAR: Jérôme Brisard |

| 1          | Guardameta     | Mackenzie Arnold  |     |
| 12         | Defensa        | Esther Siamfuko   |     |
| 14         | Defensa        | Alanna Kennedy    |     |
| 15         | Defensa        | Clare Hunt        |     |
| 7          | Defensa        | Steph Catley      |     |
| 6          | Centrocampista | Katrina Gorry     | 59' |
| 3          | Centrocampista | Kaitlyn Torpey    | 59' |
| 16         | Centrocampista | Hayley Raso       | 85' |
| 8          | Centrocampista | Kyra Cooney-Cross | 46' |
| 9          | Centrocampista | Caitlin Foord     |     |
| 11         | Delantero      | Mary Fowler       |     |
| Entrenador | Entrenador     | Tony Gustavsson   |     |

| 1           | Guardameta     | Alyssa Naeher   |     |
| 2           | Defensa        | Emily Fox       | 65' |
| 4           | Defensa        | Naomi Girma     |     |
| 14          | Defensa        | Emily Sonnett   |     |
| 7           | Defensa        | Crystal Dunn    | 46' |
| 17          | Centrocampista | Sam Coffey      |     |
| 10          | Centrocampista | Lindsey Horan   |     |
| 16          | Centrocampista | Rose Lavelle    | 65' |
| 5           | Delantero      | Trinity Rodman  | 65' |
| 9           | Delantero      | Mallory Swanson | 79' |
| 11          | Delantero      | Sophia Smith    |     |
| Entrenadora | Entrenadora    | Emma Hayes      |     |

| 17 | Centrocampista | Clare Wheeler    | 46' |
| 2  | Delantero      | Michelle Heyman  | 59' |
| 10 | Centrocampista | Emily van Egmond | 59' |
| 13 | Centrocampista | Tameka Yallop    | 85' |

| 13 | Defensa        | Jenna Nighswonger | 46' |
| 8  | Delantero      | Lynn Williams     | 65' |
| 3  | Centrocampista | Korbin Albert     | 65' |
| 6  | Defensa        | Casey Krueger     | 65' |
| 20 | Delantero      | Croix Bethune     | 79' |

| Anotado | 90+1' | Alanna Kennedy | 1:2 |

| Anotado | 43' | Trinity Rodman | 0:1 |
| Anotado | 77' | Korbin Albert  | 0:2 |

| Amonestado | 45+1' | Tony Gustavsson |

| Amonestado | 4'  | Sam Coffey    |
| Amonestado | 67' | Korbin Albert |

| Árbitro             | François Letexier       |
| Árbitros asistentes | Cyril Mugnier           |
| Árbitros asistentes | Mehdi Rahmouni          |
| Cuarta árbitra      | Anahí Fernández         |
| VAR                 | Jérôme Brisard          |
| Adicional VAR       | Carlos del Cerro Grande |

| 1          | Guardameta     | Mackenzie Arnold  |     |
| 12         | Defensa        | Esther Siamfuko   |     |
| 14         | Defensa        | Alanna Kennedy    |     |
| 15         | Defensa        | Clare Hunt        |     |
| 7          | Defensa        | Steph Catley      |     |
| 6          | Centrocampista | Katrina Gorry     | 59' |
| 3          | Centrocampista | Kaitlyn Torpey    | 59' |
| 16         | Centrocampista | Hayley Raso       | 85' |
| 8          | Centrocampista | Kyra Cooney-Cross | 46' |
| 9          | Centrocampista | Caitlin Foord     |     |
| 11         | Delantero      | Mary Fowler       |     |
| Entrenador | Entrenador     | Tony Gustavsson   |     |

| 1           | Guardameta     | Alyssa Naeher   |     |
| 2           | Defensa        | Emily Fox       | 65' |
| 4           | Defensa        | Naomi Girma     |     |
| 14          | Defensa        | Emily Sonnett   |     |
| 7           | Defensa        | Crystal Dunn    | 46' |
| 17          | Centrocampista | Sam Coffey      |     |
| 10          | Centrocampista | Lindsey Horan   |     |
| 16          | Centrocampista | Rose Lavelle    | 65' |
| 5           | Delantero      | Trinity Rodman  | 65' |
| 9           | Delantero      | Mallory Swanson | 79' |
| 11          | Delantero      | Sophia Smith    |     |
| Entrenadora | Entrenadora    | Emma Hayes      |     |

| 17 | Centrocampista | Clare Wheeler    | 46' |
| 2  | Delantero      | Michelle Heyman  | 59' |
| 10 | Centrocampista | Emily van Egmond | 59' |
| 13 | Centrocampista | Tameka Yallop    | 85' |

| 13 | Defensa        | Jenna Nighswonger | 46' |
| 8  | Delantero      | Lynn Williams     | 65' |
| 3  | Centrocampista | Korbin Albert     | 65' |
| 6  | Defensa        | Casey Krueger     | 65' |
| 20 | Delantero      | Croix Bethune     | 79' |

| Anotado | 90+1' | Alanna Kennedy | 1:2 |

| Anotado | 43' | Trinity Rodman | 0:1 |
| Anotado | 77' | Korbin Albert  | 0:2 |

| Amonestado | 45+1' | Tony Gustavsson |

| Amonestado | 4'  | Sam Coffey    |
| Amonestado | 67' | Korbin Albert |

| Árbitro             | François Letexier       |
| Árbitros asistentes | Cyril Mugnier           |
| Árbitros asistentes | Mehdi Rahmouni          |
| Cuarta árbitra      | Anahí Fernández         |
| VAR                 | Jérôme Brisard          |
| Adicional VAR       | Carlos del Cerro Grande |

| Estadísticas      | Bandera de Australia | Bandera de Estados Unidos |
| Tiros             | 6                    | 20                        |
| Tiros a puerta    | 2                    | 9                         |
| Faltas            | 5                    | 5                         |
| Saques de esquina | 2                    | 9                         |
| Penaltis          | 0                    | 0                         |
| Fueras de juego   | 2                    | 1                         |
| Posesión de balón | 33%                  | 67%                       |

### Cuartos de final

#### Estados Unidos vs. Japón
| 3 de agosto de 2024, 15:00 | Estados Unidos | 1:0 (0:0, 0:0) (t. s.)   | Japón | Parque de los Príncipes, París                                         |                                                                        |
|                            | Rodman 105+2'  | COI Reporte FIFA Reporte |       | Asistencia: 43 004 espectadores Árbitra: Tess Olofsson VAR: Ivan Bebek | Asistencia: 43 004 espectadores Árbitra: Tess Olofsson VAR: Ivan Bebek |

| 1           | Guardameta     | Alyssa Naeher   |        |
| 2           | Defensa        | Emily Fox       | 120+1' |
| 4           | Defensa        | Naomi Girma     |        |
| 14          | Defensa        | Emily Sonnett   |        |
| 7           | Defensa        | Crystal Dunn    |        |
| 3           | Centrocampista | Korbin Albert   |        |
| 16          | Centrocampista | Rose Lavelle    | 105'   |
| 10          | Centrocampista | Lindsey Horan   |        |
| 5           | Delantero      | Trinity Rodman  |        |
| 9           | Delantero      | Mallory Swanson | 90'    |
| 11          | Delantero      | Sophia Smith    |        |
| Entrenadora | Entrenadora    | Emma Hayes      |        |

| 1          | Guardameta     | Ayaka Yamashita |      |
| 6          | Defensa        | Tōko Koga       | 90'  |
| 4          | Defensa        | Saki Kumagai    |      |
| 3          | Defensa        | Moeka Minami    |      |
| 20         | Centrocampista | Miyabi Moriya   |      |
| 14         | Centrocampista | Yui Hasegawa    | 105' |
| 10         | Centrocampista | Fuka Nagano     |      |
| 13         | Centrocampista | Hikaru Kitagawa | 105' |
| 8          | Delantero      | Kiko Seike      | 46'  |
| 11         | Delantero      | Mina Tanaka     | 70'  |
| 15         | Delantero      | Aoba Fujino     | 80'  |
| Entrenador | Entrenador     | Futoshi Ikeda   |      |

| 8  | Delantero | Lynn Williams     | 90'    |
| 13 | Defensa   | Jenna Nighswonger | 105'   |
| 6  | Defensa   | Casey Krueger     | 120+1' |

| 17 | Delantero      | Maika Hamano    | 46'  |
| 11 | Delantero      | Mina Tanaka     | 70'  |
| 7  | Defensa        | Hinata Miyazawa | 80'  |
| 5  | Defensa        | Hana Takahashi  | 90'  |
| 19 | Delantero      | Remina Chiba    | 105' |
| 16 | Centrocampista | Honoka Hayashi  | 105' |

| Anotado | 105+2' | Trinity Rodman | 1:0 |

| Amonestado | 57' | Emily Sonnett |

| Árbitra             | Tess Olofsson      |
| Árbitras asistentes | Almira Spahić      |
| Árbitras asistentes | Francesca Di Monte |
| Cuarto árbitro      | Espen Eskås        |
| VAR                 | Ivan Bebek         |
| Adicionales VAR     | David Coote        |
| Adicionales VAR     | Ovidiu Hațegan     |

| 1           | Guardameta     | Alyssa Naeher   |        |
| 2           | Defensa        | Emily Fox       | 120+1' |
| 4           | Defensa        | Naomi Girma     |        |
| 14          | Defensa        | Emily Sonnett   |        |
| 7           | Defensa        | Crystal Dunn    |        |
| 3           | Centrocampista | Korbin Albert   |        |
| 16          | Centrocampista | Rose Lavelle    | 105'   |
| 10          | Centrocampista | Lindsey Horan   |        |
| 5           | Delantero      | Trinity Rodman  |        |
| 9           | Delantero      | Mallory Swanson | 90'    |
| 11          | Delantero      | Sophia Smith    |        |
| Entrenadora | Entrenadora    | Emma Hayes      |        |

| 1          | Guardameta     | Ayaka Yamashita |      |
| 6          | Defensa        | Tōko Koga       | 90'  |
| 4          | Defensa        | Saki Kumagai    |      |
| 3          | Defensa        | Moeka Minami    |      |
| 20         | Centrocampista | Miyabi Moriya   |      |
| 14         | Centrocampista | Yui Hasegawa    | 105' |
| 10         | Centrocampista | Fuka Nagano     |      |
| 13         | Centrocampista | Hikaru Kitagawa | 105' |
| 8          | Delantero      | Kiko Seike      | 46'  |
| 11         | Delantero      | Mina Tanaka     | 70'  |
| 15         | Delantero      | Aoba Fujino     | 80'  |
| Entrenador | Entrenador     | Futoshi Ikeda   |      |

| 8  | Delantero | Lynn Williams     | 90'    |
| 13 | Defensa   | Jenna Nighswonger | 105'   |
| 6  | Defensa   | Casey Krueger     | 120+1' |

| 17 | Delantero      | Maika Hamano    | 46'  |
| 11 | Delantero      | Mina Tanaka     | 70'  |
| 7  | Defensa        | Hinata Miyazawa | 80'  |
| 5  | Defensa        | Hana Takahashi  | 90'  |
| 19 | Delantero      | Remina Chiba    | 105' |
| 16 | Centrocampista | Honoka Hayashi  | 105' |

| Anotado | 105+2' | Trinity Rodman | 1:0 |

| Amonestado | 57' | Emily Sonnett |

| Árbitra             | Tess Olofsson      |
| Árbitras asistentes | Almira Spahić      |
| Árbitras asistentes | Francesca Di Monte |
| Cuarto árbitro      | Espen Eskås        |
| VAR                 | Ivan Bebek         |
| Adicionales VAR     | David Coote        |
| Adicionales VAR     | Ovidiu Hațegan     |

| Estadísticas      | Bandera de Estados Unidos | Bandera de Japón |
| Tiros             | 15                        | 12               |
| Tiros a puerta    | 4                         | 1                |
| Faltas            | 2                         | 6                |
| Saques de esquina | 6                         | 4                |
| Penaltis          | 0                         | 0                |
| Fueras de juego   | 4                         | 2                |
| Posesión de balón | 71%                       | 29%              |

### Semifinales

#### Estados Unidos vs. Alemania
| 6 de agosto de 2024, 18:00 | Estados Unidos | 1:0 (0:0, 0:0) (t. s.)   | Alemania | Stade de Lyon, Lyon                                                       |                                                                           |
|                            | Smith 95'      | COI Reporte FIFA Reporte |          | Asistencia: 11 716 espectadores Árbitra: Bouchra Karboubi VAR: Ivan Bebek | Asistencia: 11 716 espectadores Árbitra: Bouchra Karboubi VAR: Ivan Bebek |

| 1           | Guardameta     | Alyssa Naeher   |      |
| 2           | Defensa        | Emily Fox       |      |
| 4           | Defensa        | Naomi Girma     |      |
| 12          | Defensa        | Tierna Davidson | 45'  |
| 7           | Defensa        | Crystal Dunn    | 90'  |
| 10          | Centrocampista | Lindsey Horan   | 90'  |
| 17          | Centrocampista | Sam Coffey      |      |
| 5           | Centrocampista | Trinity Rodman  |      |
| 16          | Centrocampista | Rose Lavelle    | 60'  |
| 9           | Centrocampista | Mallory Swanson | 110' |
| 11          | Delantero      | Sophia Smith    |      |
| Entrenadora | Entrenadora    | Emma Hayes      |      |

| 12         | Guardameta     | Ann-Katrin Berger |      |
| 15         | Defensa        | Giulia Gwinn      |      |
| 3          | Defensa        | Kathrin Hendrich  |      |
| 5          | Defensa        | Marina Hegering   | 78'  |
| 19         | Defensa        | Felicitas Rauch   | 105' |
| 16         | Centrocampista | Jule Brand        |      |
| 8          | Centrocampista | Sydney Lohmann    | 90'  |
| 6          | Centrocampista | Janina Minge      |      |
| 17         | Centrocampista | Klara Bühl        |      |
| 9          | Delantero      | Sjoeke Nüsken     |      |
| 21         | Delantero      | Nicole Anyomi     | 69'  |
| Entrenador | Entrenador     | Horst Hrubesch    |      |

| 14 | Centrocampista | Emily Sonnett     | 45'  |
| 8  | Delantero      | Lynn Williams     | 60'  |
| 13 | Defensa        | Jenna Nighswonger | 90'  |
| 3  | Centrocampista | Korbin Albert     | 90'  |
| 6  | Defensa        | Casey Krueger     | 110' |

| 10 | Delantero      | Laura Freigang  | 69'  |
| 4  | Defensa        | Bibiane Schulze | 78'  |
| 14 | Centrocampista | Elisa Senß      | 90'  |
| 13 | Defensa        | Sara Doorsoun   | 105' |

| Anotado | 95' | Sophia Smith | 1:0 |

| Amonestado | 44'  | Marina Hegering |
| Amonestado | 108' | Jule Brand      |

| Árbitra             | Bouchra Karboubi |
| Árbitras asistentes | Fatiha Jermoumi  |
| Árbitras asistentes | Diana Chikotesha |
| Cuarta árbitra      | Kim Yu-jeong     |
| VAR                 | Ivan Bebek       |
| Adicionales VAR     | Tatiana Guzmán   |
| Adicionales VAR     | Khamis Al-Marri  |

| 1           | Guardameta     | Alyssa Naeher   |      |
| 2           | Defensa        | Emily Fox       |      |
| 4           | Defensa        | Naomi Girma     |      |
| 12          | Defensa        | Tierna Davidson | 45'  |
| 7           | Defensa        | Crystal Dunn    | 90'  |
| 10          | Centrocampista | Lindsey Horan   | 90'  |
| 17          | Centrocampista | Sam Coffey      |      |
| 5           | Centrocampista | Trinity Rodman  |      |
| 16          | Centrocampista | Rose Lavelle    | 60'  |
| 9           | Centrocampista | Mallory Swanson | 110' |
| 11          | Delantero      | Sophia Smith    |      |
| Entrenadora | Entrenadora    | Emma Hayes      |      |

| 12         | Guardameta     | Ann-Katrin Berger |      |
| 15         | Defensa        | Giulia Gwinn      |      |
| 3          | Defensa        | Kathrin Hendrich  |      |
| 5          | Defensa        | Marina Hegering   | 78'  |
| 19         | Defensa        | Felicitas Rauch   | 105' |
| 16         | Centrocampista | Jule Brand        |      |
| 8          | Centrocampista | Sydney Lohmann    | 90'  |
| 6          | Centrocampista | Janina Minge      |      |
| 17         | Centrocampista | Klara Bühl        |      |
| 9          | Delantero      | Sjoeke Nüsken     |      |
| 21         | Delantero      | Nicole Anyomi     | 69'  |
| Entrenador | Entrenador     | Horst Hrubesch    |      |

| 14 | Centrocampista | Emily Sonnett     | 45'  |
| 8  | Delantero      | Lynn Williams     | 60'  |
| 13 | Defensa        | Jenna Nighswonger | 90'  |
| 3  | Centrocampista | Korbin Albert     | 90'  |
| 6  | Defensa        | Casey Krueger     | 110' |

| 10 | Delantero      | Laura Freigang  | 69'  |
| 4  | Defensa        | Bibiane Schulze | 78'  |
| 14 | Centrocampista | Elisa Senß      | 90'  |
| 13 | Defensa        | Sara Doorsoun   | 105' |

| Anotado | 95' | Sophia Smith | 1:0 |

| Amonestado | 44'  | Marina Hegering |
| Amonestado | 108' | Jule Brand      |

| Árbitra             | Bouchra Karboubi |
| Árbitras asistentes | Fatiha Jermoumi  |
| Árbitras asistentes | Diana Chikotesha |
| Cuarta árbitra      | Kim Yu-jeong     |
| VAR                 | Ivan Bebek       |
| Adicionales VAR     | Tatiana Guzmán   |
| Adicionales VAR     | Khamis Al-Marri  |

| Estadísticas      | Bandera de Estados Unidos | Bandera de Alemania |
| Tiros             | 18                        | 9                   |
| Tiros a puerta    | 8                         | 6                   |
| Faltas            | 10                        | 6                   |
| Saques de esquina | 5                         | 4                   |
| Penaltis          | 0                         | 0                   |
| Fueras de juego   | 3                         | 3                   |
| Posesión de balón | 55%                       | 45%                 |

### Final

#### Brasil vs. Estados Unidos
| 10 de agosto, 17:00 | Brasil | 0:1 (0:0)                | Estados Unidos | Parque de los Príncipes, París                         |                                                        |
|                     |        | COI Reporte FIFA Reporte | Swanson 57'    | Asistencia: 43 813 espectadores Árbitra: Tess Olofsson | Asistencia: 43 813 espectadores Árbitra: Tess Olofsson |

| 1          | Guardameta     | Lorena        |     |
| 15         | Defensa        | Thais         |     |
| 21         | Defensa        | Lauren        | 84' |
| 3          | Defensa        | Tarciane      |     |
| 9          | Centrocampista | Adriana       |     |
| 8          | Centrocampista | Vitória Yaya  | 50' |
| 5          | Centrocampista | Duda Sampaio  | 61' |
| 13         | Centrocampista | Yasmin        |     |
| 18         | Delantero      | Gabi Portilho |     |
| 11         | Delantero      | Jheniffer     | 61' |
| 14         | Delantero      | Ludmila       | 61' |
| Entrenador | Entrenador     | Arthur Elias  |     |

| 1           | Guardameta     | Alyssa Naeher   |       |
| 2           | Defensa        | Emily Fox       |       |
| 4           | Defensa        | Naomi Girma     |       |
| 12          | Defensa        | Tierna Davidson | 74'   |
| 7           | Defensa        | Crystal Dunn    |       |
| 3           | Centrocampista | Korbin Albert   |       |
| 17          | Centrocampista | Sam Coffey      |       |
| 10          | Centrocampista | Lindsey Horan   |       |
| 5           | Delantero      | Trinity Rodman  |       |
| 9           | Delantero      | Mallory Swanson | 90+5' |
| 11          | Delantero      | Sophia Smith    | 84'   |
| Entrenadora | Entrenadora    | Emma Hayes      |       |

| 17 | Centrocampista | Ana Vitória | 50' |
| 20 | Centrocampista | Angelina    | 61' |
| 10 | Delantero      | Marta       | 61' |
| 19 | Delantero      | Priscila    | 61' |
| 4  | Defensa        | Rafaelle    | 84' |

| 14 | Centrocampista | Emily Sonnett | 74'   |
| 8  | Delantero      | Lynn Williams | 84'   |
| 6  | Defensa        | Casey Krueger | 90+5' |

| Anotado | 57' | Mallory Swanson | 0:1 |

| Amonestado | 81' | Tarciane |

| Árbitra             | Tess Olofsson           |
| Árbitras asistentes | Almira Spahić           |
| Árbitras asistentes | Francesca Di Monte      |
| Cuarta árbitra      | Rebecca Welch           |
| VAR                 | Ivan Bebek              |
| Adicionales VAR     | Carlos del Cerro Grande |
| Adicionales VAR     | Jérôme Brisard          |

| 1          | Guardameta     | Lorena        |     |
| 15         | Defensa        | Thais         |     |
| 21         | Defensa        | Lauren        | 84' |
| 3          | Defensa        | Tarciane      |     |
| 9          | Centrocampista | Adriana       |     |
| 8          | Centrocampista | Vitória Yaya  | 50' |
| 5          | Centrocampista | Duda Sampaio  | 61' |
| 13         | Centrocampista | Yasmin        |     |
| 18         | Delantero      | Gabi Portilho |     |
| 11         | Delantero      | Jheniffer     | 61' |
| 14         | Delantero      | Ludmila       | 61' |
| Entrenador | Entrenador     | Arthur Elias  |     |

| 1           | Guardameta     | Alyssa Naeher   |       |
| 2           | Defensa        | Emily Fox       |       |
| 4           | Defensa        | Naomi Girma     |       |
| 12          | Defensa        | Tierna Davidson | 74'   |
| 7           | Defensa        | Crystal Dunn    |       |
| 3           | Centrocampista | Korbin Albert   |       |
| 17          | Centrocampista | Sam Coffey      |       |
| 10          | Centrocampista | Lindsey Horan   |       |
| 5           | Delantero      | Trinity Rodman  |       |
| 9           | Delantero      | Mallory Swanson | 90+5' |
| 11          | Delantero      | Sophia Smith    | 84'   |
| Entrenadora | Entrenadora    | Emma Hayes      |       |

| 17 | Centrocampista | Ana Vitória | 50' |
| 20 | Centrocampista | Angelina    | 61' |
| 10 | Delantero      | Marta       | 61' |
| 19 | Delantero      | Priscila    | 61' |
| 4  | Defensa        | Rafaelle    | 84' |

| 14 | Centrocampista | Emily Sonnett | 74'   |
| 8  | Delantero      | Lynn Williams | 84'   |
| 6  | Defensa        | Casey Krueger | 90+5' |

| Anotado | 57' | Mallory Swanson | 0:1 |

| Amonestado | 81' | Tarciane |

| Árbitra             | Tess Olofsson           |
| Árbitras asistentes | Almira Spahić           |
| Árbitras asistentes | Francesca Di Monte      |
| Cuarta árbitra      | Rebecca Welch           |
| VAR                 | Ivan Bebek              |
| Adicionales VAR     | Carlos del Cerro Grande |
| Adicionales VAR     | Jérôme Brisard          |

| Estadísticas      | Bandera de Brasil | Bandera de Estados Unidos |
| Tiros             | 9                 | 10                        |
| Tiros a puerta    | 4                 | 4                         |
| Faltas            | 15                | 12                        |
| Saques de esquina | 7                 | 5                         |
| Penaltis          | 0                 | 0                         |
| Fueras de juego   | 2                 | 5                         |
| Posesión de balón | 57%               | 43%                       |